# Katarzyna Deszcz
Katarzyna Deszcz – polska reżyserka teatralna; w latach 2003–06 dyrektor naczelny i artystyczny Teatru im. Mickiewicza w Częstochowie.

## Życiorys
Jest absolwentką Wydziału Prawa UJ oraz Wydziału Reżyserii Dramatu PWST w Krakowie. W 1982 roku wraz z mężem Andrzejem Sadowskim założyła w Krakowie grupę teatralną Mandala, która wystawiła prawie dwadzieścia eksperymentalnych przedstawień granych na scenach w trzydziestu czterech krajach.
W teatrze repertuarowym reżyseruje od 1991 roku, początkowo często we współpracy z mężem.
W 1995 roku podjęła współpracę z teatrem Scarlet w Londynie, z którym realizuje projekty pokazywane na scenach w Anglii, Irlandii i Szkocji. W 2003 została wydana praca Geraldine Cousin („Recording Woman”), będąca książką biograficzną o Katarzynie Deszcz, poświęconą jej metodom pracy nad spektaklem teatralnym.
W 2003 została dyrektorem naczelnym i artystycznym Teatru im. Mickiewicza w Częstochowie. Zastąpiła na tym stanowisku Marka Perepeczkę. Prezydent Tadeusz Wrona powierzył jej zadanie zerwania z farsowym repertuarem i zaistnienia na ogólnopolskim forum. Podczas jej dyrektorowania częstochowskie spektakle trafiały na różne festiwale, a Skrzyneczka bez pudła zdobyła szereg nagród. W 2006 odeszła z teatru w wyniku konfliktu z częścią zespołu artystycznego, która krytykowała jej sposób zarządzania sceną, a także wizję artystyczną. Zarzucano jej, że dobór repertuaru nie znajdował aprobaty szerokiej publiczności, co powodowało kiepską kondycję finansową teatru
W latach 2007–2009 współpracowała z Teatrem Zagłębie jako reżyser.

## Działalność pedagogiczna
Prowadzi warsztaty dla reżyserów i aktorów w centrach teatralnych w Polsce, Anglii, Egipcie, Indiach, Irlandii, Japonii, Niemczech i USA. W latach 1993–94 była wykładowcą w angielskim Dartington College of Art w Devon. W latach 1999–2008 była wykładowcą krakowskiej Akademii Sztuk Pięknych na Wydziale Scenografii.

## Realizacje teatralne (wybór)
- 2002: Księżniczka Turandot Carla Gozziego, Teatr Ludowy w Krakowie
- 2002: Igraszki z diabłem Jana Drdy, Teatr im. Jana Kochanowskiego w Opolu
- 2003: Panna Julia Augusta Strindberga, Teatr im. Adama Mickiewicza w Częstochowie
- 2004: Iwona księżniczka Burgunda Witolda Gombrowicza, Teatr im. Adama Mickiewicza w Częstochowie
- 2005: Balladyna Juliusza Słowackiego, Teatr im. Wandy Siemaszkowej w Rzeszowie
- 2006: Tańce w Ballybeg Briana Friela, Teatr Zagłębia w Sosnowcu
- 2006: Małe zbrodnie małżeńskie Érica-Emmanuela Schmitta, Teatr Nowy w Łodzi
- 2008: Wizyta starszej pani Friedricha Dürrenmatta, Teatr Powszechny im. Jana Kochanowskiego w Radomiu
- 2009: Wesołe kumoszki z Windsoru Williama Szekspira, Teatr Zagłębia w Sosnowcu
- 2009: Romeo i Julia Williama Szekspira, Teatr Powszechny im. Jana Kochanowskiego w Radomiu
- 2010: Ostatnia taśma Samuela Becketta, Teatr Miejski im. Witolda Gombrowicza w Gdyni
- 2012: Opowieści o zwyczajnym szaleństwie Petra Zelenki, Teatr im. Aleksandra Sewruka w Elblągu
- 2014: Poskromienie złośnicy Williama Szekspira, Teatr im. Stefana Żeromskiego w Kielcach
- 2014: Ich czworo Gabrieli Zapolskiej, Scena Polska w Czeskim Cieszynie
- 2015: Szklana menażeria, Tennesseeego Williamsa, Teatr Powszechny im. Jana Kochanowskiego w Radomiu
- 2015:  Romeo i Julia Williama Szekspira, Teatr Dramatyczny im. Aleksandra Węgierki w Białymstoku
- 2017: Balladyna Juliusza Słowackiego,  Teatr Dramatyczny im. Aleksandra Węgierki w Białymstoku

### Teatr Telewizji
- 1997: Miłość, która zapala gwiazdy Waldemara Żyszkiewicza
- 1998: Skarb ze snu według Leo Pavláta

## Nagrody
- 2003: Wyróżnienie dla Wieczoru Trzech Króli Williama Szekspira w Teatrze Ludowym w Nowej Hucie w konkursie Fundacji Theatrum Gedanense na najlepsze szekspirowskie przedstawienie sezonu 2002/2003, Gdańsk
- 2005: „Złota Maska” dla reżyserki roku za przedstawienie Iwona księżniczka Burgunda Witolda Gombrowicza w Teatrze im. Adama Mickiewicza w Częstochowie
- 2006: Nagroda Prezydenta Częstochowy
- 2007: „Złota Maska” za najlepszą reżyserię za przedstawienie Tańce w Ballybeg Briana Friela w Teatrze Zagłębia w Sosnowcu
- 2013: wyróżnienie za reżyserię przedstawienia "Matki" w Teatrze Nowym w Zabrzu na XIII Festiwalu Dramaturgii Współczesnej "Rzeczywistość przedstawiona" w Zabrzu
- 2014: Złoty Yorick (Gdańsk) dla przedstawienia "Poskromienie złośnicy" z Teatru im. Żeromskiego w Kielcach
- 2014: Fanaberia Publiczności dla przedstawienia "Matki" z Teatru Nowego w Zabrzu na XII Wałbrzyskich Fanaberiach Teatralnych